# Al-Hakim al-Munaddschim
al-Hakim al-Munaddschim (arabisch الحكيم المنجم, DMG al-Ḥakīm al-Munaǧǧim ‚der weise Astrologe‘; † Mai 1103) war der führende Missionar der Schia der Ismailiten/Nizariten (Assassinen) in Syrien im späten 11. und frühen 12. Jahrhundert. Sein Eigenname ist nicht bekannt, in den Überlieferungen wird er ausschließlich unter seinen Beinamen genannt, darunter alternativ auch „der batinitische Astrologe“.
Der Astrologe war offenbar seit dem späten 11. Jahrhundert als Missionar (dāʿī, „Rufer“) der ismailitischen Glaubenslehre (daʿwa) in Syrien aktiv. Er gehörte also der Schia der ismailitischen Imame an, die zugleich auch als Kalifen in Ägypten (siehe Fatimiden) herrschten, für die er in Syrien um neue Anhänger warb, das zu seiner Zeit bereits unter der Herrschaft der sunnitischen Seldschuken stand. Er gelangte dabei in eine einflussreiche Position am Hof des Seldschukenemirs Radwan von Aleppo († 1113), den er offenbar für die ismailitische Lehre gewinnen konnte. Zumindest erlaubte ihm Radwan die Einrichtung eines Missionshauses (dār ad-daʿwa) in Aleppo und stellte außerdem eine Schutztruppe bestehend aus Ismailiten auf, die zur Bewachung der Stadtmauern eingesetzt wurde. Als im Jahr 1094 das ismailitische Schisma ausbrach, scheint sich der Astrologe zunächst noch zu dem neuen Imam-Kalifen al-Mustali bekannt zu haben, denn im August 1097 schloss Radwan ein formelles Bündnis mit Ägypten und ließ dazu den Namen des schiitischen Kalifen in den Segenswunsch der allwöchentlichen Freitagspredigt (ḫuṭba) aufnehmen. Diese Maßnahme musste der Emir allerdings nach zunehmendem Druck seitens seiner Brüder schnell wieder zurücknehmen. 
Wohl um die Jahrhundertwende fiel der Astrologe und mit ihm seine Gemeinde von dem Imam-Kalifen ab und bekannte sich zur Schia des während des Schismas getöteten Prinzen Nizar, die von dem im persischen Alamut residierenden Hasan-i Sabbāh geführt wurde. Dazu übernahm er auch dessen bereits erfolgreich praktizierte Strategie des politischen Mordens. Am 1. Mai 1103 wurde der Emir von Homs, Dschanah ad-Daula, auf seinem Weg zum Gebet in der großen Moschee von Homs von drei Attentätern überwältigt und mit Messerstichen getötet. Die Tat geschah wahrscheinlich im Beisein des Astrologen und die Täter wurden als „persische Batiniten“ bezeichnet, was die Hinwendung der syrischen Ismailiten zur Schia Nizars zusätzlich unterstreicht. Das Opfer war als bekennender Sunnit ein Gegner der ismailitischen Glaubenslehre und außerdem ein ehemaliger Tutor von Radwan, welcher offenbar die Tat gebilligt hatte. Dieses erste Attentat der syrischen Nizariten, die später bei den Christen der Kreuzfahrerstaaten als „Assassinen“ bekannt wurden, führte in Homs zu einer Lynchjustiz der aufgebrachten Menge gegen anwesende aber nicht an der Tat beteiligte Ismailiten und Perser.
Der Astrologe starb noch im selben Monat wie der Emir von Homs, oder wurde ermordet, die Führung der syrischen Nizariten übernahm nach ihm der Perser Abu Tahir al-Sa’igh („der Goldschmied“).